# Stemmadenia hannae
Stemmadenia hannae là một loài thực vật có hoa trong họ La bố ma. Loài này được M.Méndez & J.F.Morales mô tả khoa học đầu tiên năm 2005.